# Jaroslav Zeman
Jaroslav Zeman (Horní Chvatliny, okres Kolín, 6 april 1936 – Praag, 23 september 2022) was een hedendaags Tsjechisch componist, muziekpedagoog en dirigent.

## Levensloop
Zeman kreeg zijn eerste muziekles van zijn vader, een militaire kapelmeester. Aan de militaire muziekschool studeerde hij trombone en bariton. Later deed hij nog studies aan het Conservatorium van Praag, bijzonder dirigeren. 
Aansluitend werd hij militaire muzikant van 1954 tot 1964 om daarna zelf dirigent van verschillende militair muziekkapellen, onder andere van de Posádkovoá hudba Praha (Garnizoen kapel van Praag), te worden. In deze functie bleef hij tot 1989. Van 1989 tot 1993 was hij directeur van het conservatorium van de Tsjechische militaire muziek te Roudnice nad Labem (Duits: Raudnitz an der Elbe). Hij was ook als artistiek adviseur van grote harmonieorkesten in Tsjechië en als redacteur voor blaasmuziek in de Tsjechische PANTON uitgave werkzaam. 
Als componist schreef hij vooral werken voor harmonieorkest. Hij overleed in zijn woonplaats Praag.

## Composities

### Werken voor orkest
- Pozdrav z Jihu (Groetjes uit het zuiden), concertstuk voor orkest

### Werken voor harmonieorkest
- Blíženci (tweelingen),  concert polka voor twee trompetten en harmonieorkest
- Cínový vojáček, wals
- Estrádní, galop
- Festivalový, concertmars
- Jaroušova polka (Onze Jaroslav), voor tuba solo en harmonieorkest
- Koncertní polonéza (concert polonaise)
- Koncertní valčík, wals
- La Corona, paso-doble
- Muzikantumpolka
- Kolinska, polka
- Kvapík pro 4 pozouny (Galop voor 4 trombones)
- Louisa-Polka
- Luba, Kuba, tuba, wals
- Pisek-Polka
- Polka pro hajného
- Pozdrav Domovu, wals
- Pozdrav pozounů
- Pozdrav sólistů
- Pozouny solo, polka voor 3 trombones en harmonieorkest
- Prager Gassen, polka
- Přátelům (Voor vrienden), polka
- Prázdninová polka
- Pro radost, solo voor 4 trombones en harmonieorkest
- Promenade polka
- Rozmarná, polka voor drie trombones en harmonieorkest
- Světem valčíků, wals
- Trombone Show
- Trojčata, concertwals voor 3 trombones en harmonieorkest
- Valčík pro pozoun, wals
- Vesely valcik, wals solo 3 trombones en harmonieorkest
- Větroplach
- Vivat tromboni, galop
- Wirbelwind, bravoure-galop
- Zátavská polka
- Zelene Haje